# 반제국주의

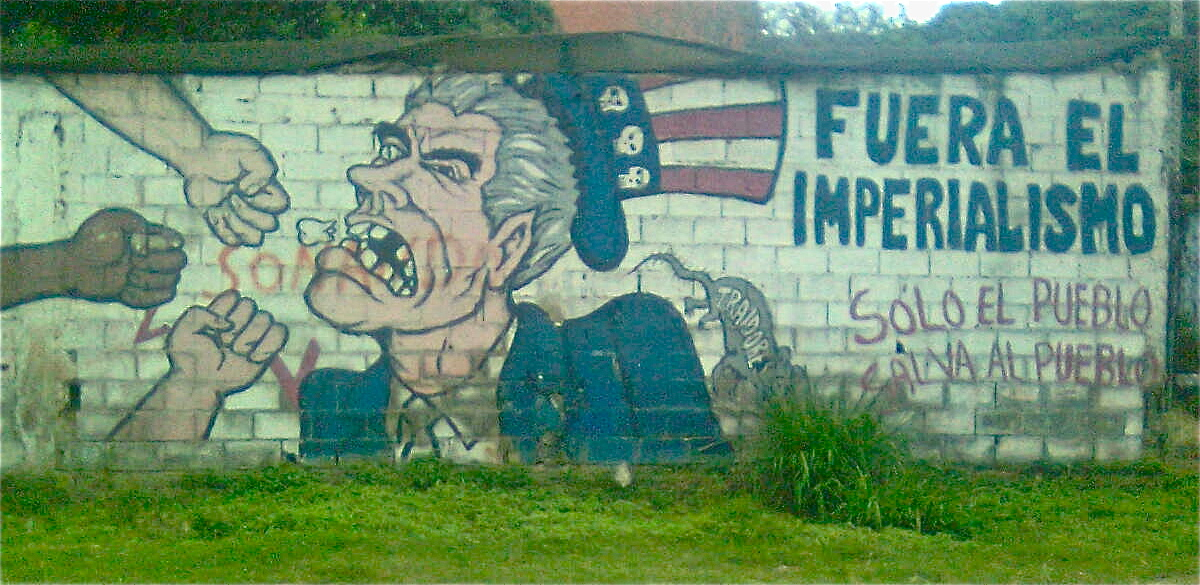

반제국주의(영어: Anti-imperialism, 한자:  反帝國主義)는 제국주의와 제국주의를 불러일으키는 모든 이념에 반대하는 정치사상이다. 반제국주의는 군사적 상황뿐만 아니라, 경제 분야에서 특히 강대국에 의한 금융 쪽에서의 약소국 착취를 반대하며 약소국의 국가 해방을 주장한다. 또한, 자국 주도의 영토 확장 행위, 정복 전쟁에 대한 것을 반대하는 운동을 일컫는다. 제국주의는 군사적 행위, 경제적 행위, 문화적 행위, 정치-사회적 간섭을 모두 이용한 것이기 때문에 반제국주의자들은 이 중에서 한 가지의 문제점만으로도 여러 가지 주장을 펼쳐나갈 수 있다.

## 개요
정치에서 반제국주의 세력이 강력하게 등장한 국가는 영국이었다. 당시 영국의 반제주의자들은 영국 왕실의 과도한 영토 확장 정책을 비판했고, 제국주의자인 영국의 정치가 벤저민 디즈레일리 그리고 영국의 정치가이자 척식 자본 사업가였던 조셉 체임벌린을 비난했다. 반제국주의자들은 제국주의는 자본주의와 밀접한 관련이 있다고 주장한다. 즉, 자본주의 체제 내에서의 국내 자본을 외국 자본으로까지 확장시키려는 자본주의자들의 탐욕 때문에 제국주의적 야욕은 첫걸음을 시작한다고 믿고 있기 때문이다. 실제로 과거 여러 식민지를 가지고 있던 스페인, 영국, 일본 그리고 태평양의 수많은 부족국가를 통치하고 있던 미국은 그 의도가 처음부터 자본주의 확장이라는 점에서 의의를 찾을 수 있다.
반제국주의의 본질적인 주장은 이러한 자본주의 확장 과정을 통해서 일어나는 제국주의가 약소국 주민을 착취하고 인간의 존엄성을 무시하는 것에 대해 반대하는 것이다.

### 반제국주의 활동
반제국주의 운동이 제일 활발하게 일어난 때는 19세기 후반이었다. 당시 여러 유럽 제국의 식민지배 과정과 미국의 필리핀 정치적-경제적 간섭을 비판하는 것으로부터 최초로 최고의 열기를 띠었다. 유럽 제국의 식민지 과정에서는 1898년 미국-스페인 전쟁에서 미국이 반제국주의 사상을 이용한 바도 있다. 후에 1950년대에서 1960년대 사이 유럽의 식민지배에서 벗어나려는 아프리카와 아시아 일대의 해방군에게 있어서 반제국주의 사상은 큰 역할을 해왔다.

### 공산주의의 반제국주의
"우리는 반드시 제국주의의 압력을 견뎌내야 합니다. 제국주의는 자본주의의 마지막 단계입니다. 우리의 전략적 행동의 끝은 제국주의 파괴여야하며 그것을 반드시 명심해야합니다. 우리의 존재 이유는 제국주의에 의해 착취당하는 약소국의 해방이며, 생산수단, 노동력과 군대를 지배하고 언론을 장악한 자본주의 세력의 완전한 일소입니다. 억압당하고 있는 인민들이 의존할 세력은 우리 뿐입니다."
체 게바라가 1967년에 저술한 《Che Guevara Reader: Writings on Guerrilla Strategy, Politics and Revolution》에서 나온 체 게바라의 어록

블라디미르 레닌은 1917년에 펴낸 자신의 저서 『제국주의론』에서 자본주의의 '정치·경제의 불균등 발전'(러시아어: Неравномерное экономическое и политическое развитие)을 정식화하였다. 이 이론은 자본주의가 갖고 있는 태생적인 불균등성 ― 사적 소유와 이윤추구, 그리고 생산의 무정부성으로부터 촉발되는 ― 에 기반하고 있다. 소소유 및 소생산에 기반한 소영업가들은 자본주의 스스로가 갖고 있는 성질인 불균등성에 의해 몰락하게 될 것이며, 이익이 소수 대자본에 집중할 것이다. 그 결과 독점자본주의가 형성되면서 원료 생산지와 강매지를 찾기 위해 제국주의로 나아가게 된다. 그는 영국이 인도를 서서히 지배하기 시작한 1850년대부터 본격적으로 제국주의 단계로 나아갔다고 하였으며, 대륙 유럽의 경우는 1860년대 말 식민지 팽창을 시작한 프랑스를 기점으로 제국주의 단계로 나아갔다고 하였다. 하지만, 이 시기는 여전히 제국주의 단계로 나아가는 시기였기에 제국주의 포화 상태는 아니라고 규정하였다. 레닌은 카를 마르크스가 이 시기에 세계혁명론을 주장한 이유가 바로 그가 살았던 시기는 이러한 단계에 머문 상태였기 때문이라고 분석했다. 자본주의가 가지고 있는 불균등성이 제국주의 수준에 미치지 못 한다면, 자본주의국가는 '서로 협력하는 경제 관계로서의 상호의존성'을 버리지 못 한다. 결국, 일국혁명은 '자본주의세계의 공고한 연합'에 의해 진압될 것이다. 레닌은 바로 이 사건이 1871년 파리 코뮌 진압이라고 분석했다. 이후 제국주의 팽창이 극에 달하면서 성숙한 제국주의국가가 성립되고 다른 제국주의국가와의 경쟁이 시작되는 시점에서, 제국주의국가는 더는 다른 제국주의국가와 협력 관계를 가지지 않게 되며, 자본 경쟁은 극에 달하게 된다. 결국 제국주의 상태에 이르게 되면 필연적으로 제국주의국가는 저발전된 자본주의국가 또는 봉건국가를 자국의 제국주의 팽창을 위해 정치·외교·경제적으로 재분할하기에 이른다. 레닌은 이 과정에서 수많은 인민이 전쟁에 나가 죽을 것이며, 기아·역병·학살을 동반한 전쟁의 참상은 이전의 전쟁과는 질적으로 비교가 안 될 정도의 엄청난 수준이 될 수밖에 없다고 분석했다. 그는 제국주의 체제에 대해 '인류 역사상 가장 광적이고 야만적인 체제'라고 표현했다. 그리고 바로 여기에서 일국혁명의 정당성이 생기게 된다. 제국주의세력의 세계 재분할 과정에서 필연적으로 '약한 고리'가 등장하게 되며, 그 약한 고리에서 혁명이 일어날 경우, 제국주의블록은 연합된 저항력을 보이지 못 하게 된다. 레닌은 바로 그 재분할의 결과가 제1차 세계대전이며, 약한 고리는 차르 체제의 러시아 제국이라고 하였다.
불균등 발전법칙에 따르면, 제국주의국가는 필연적으로 이윤율을 증가시켜 자본을 팽창하기 위해 지속적인 세계 재분할 시도를 감행해야 한다. 그리고 이 과정에서 차르 러시아의 경우와 같이 '약한 고리'를 만들어내게 된다. 그리고 제국주의국가는 '제국주의 열강 사이의 대립(경쟁)'이라는 공간 안에서 이 약한 고리에서 일어난 혁명에 쉽게 대처할 수 없게 된다. 결국 제국주의 체제는 혁명에 의해 무너지게 되고 자본주의는 설 자리를 잃게 될 것이다. 따라서, 레닌은 제국주의시대에서 보편성을 갖는 혁명은 세계혁명이 아닌 일국혁명이라고 하였다. 즉, 그에게 세계혁명은 불균등성이 심화되지 않은 자본주의 단계에서나 유의미하며, 제국주의 시대에서는 '약한 고리'에 집중적인 타격을 가할 수 있는 일국혁명이 더 선호되는 것이다.  이오시프 스탈린은 이 체계를 받아들여서 레프 트로츠키의 영구혁명론을 비판하였다.
'정치·경제의 불균등 발전'에 따라 제국주의국가는 생존을 위해서 계속 세계를 재구조화 ― 내정간섭, 침략전쟁 등을 동반한 재구조화이다. ― 하는 데에 치중할 것이고 그 결과 스스로를 파괴할 수 있는 '약한 고리'가 생기게 된다. 동시에, 제국주의국가는 초과이윤 혜택을 국내 인민에게 분배하는 방식을 사용한다. 예를 들어, 각종 복지 혜택을 제공하는 것 등이 이에 속한다. 더불어 노사협조주의에 기초한 노동자 기만 전략을 사용할 것이고, 이를 가속화하는 이른바 '노동귀족'(독일어: Arbeiteraristokratie)은 자본가와 타협하여 '사회민주주의'라는 자본주의에 기생하는 기회주의 노선으로 점철될 것이다. 이러한 일련의 과정은 결국 자발적인 혁명을 더더욱 어렵게 한다. 유럽 혁명에 대한 이와 같은 분석은 독일 혁명의 실패와 헝가리 소비에트의 붕괴 이후 블라디미르 레닌과 기타 볼세비키 일원들의 입장을 반영하고 있는데, 이들은 그 결과로 중국과 같은 아시아를 새로운 혁명의 발산지로 여겼다. 레닌이 보기에 중국은 제국주의 열강이 재분할 대상으로 여기는 핵심 국가로, '약한 고리'가 만들어질 수 있는 가장 확률이 높은 지대였기 때문이다. 이에 따라 1920년 코민테른의 지시로, 중국 공산당이 1921년에 창건됐고, 레닌이 지도하는 소련은 반제국주의 연대라는 명분으로 쑨원의 중국 국민당을 지원하였으며, 대한민국 임시 정부에 독립 자금을 지원하기도 하였다.
중국 혁명에 대한 소련의 지원은 중국의 공산주의자들이 '민족 모순'(民族矛盾)이란 개념을 새로 만들고, 중국 혁명의 성격을 재진단하게 되는 핵심 사건이었다. 오늘날 마르크스-레닌주의에서 언급되는 '민족 모순'은 어디까지나 '계급 모순'을 통해 파생된 문제로 여겨진다. 이는 불균등 발전 법칙에 따를 경우 쉽게 이어지는 결론이라고 할 수 있다. 즉, 제국주의는 자본주의로부터 나오는 것이며, 자본주의는 폭발적인 계급 모순을 내재하고 있는 생산관계이다. 결국 제국주의가 약소 민족을 억압하면서 생기는 '민족 모순'은 자본주의로부터 비롯된 것이라고 할 수 있으며 본질적으로 이는 '계급 모순'이라고 할 수 있다. 이러한 점에서 계급 모순은 곧 민족 모순이며, 민족 모순은 곧 계급 모순으로 화한다. 이에 따라 블라디미르 레닌과 이오시프 스탈린은 제국주의 단계에 올라선 시점에서 제국주의국가는 대중 통치에 대한 식민지 지배 구조의 의존도가 상당한 것인 바, 이러한 의미에서 약소 민족의 '민족' 개념은 결과적으로 제국주의 체제의 약한 고리를 만들어내는 주요한 원인이라고 분석했다. 따라서, 마르크스-레닌주의는 원칙적으로 반제민족주의자들의 식민지 민족해방운동을 적극적으로 지원·장려한다.

### 여성주의의 반제국주의
기타 여성주의 이론에서도 반제국주의 성향을 띠는 여성주의가 존재한다. 예를 들어 성적인 관계에서의 가부장적 행위 또는 입장, '전쟁'이라는 것은 남성이 만들어낸 하나의 거대한 헤게모니에 불과하다는 주장이 주축을 이룬다. 주로 이러한 여성주의에 대한 반제국주의 이론은 여성운동가이자 여성학 교수인 앤 틱너(영어:Ann Tickner)와 신시아 엔롤(영어: Cynthia Enloe)에 의해 발전되었다.

### 우익의 반제국주의
기타 소수의 우익은 반미적이고 반제국주의적인 성향을 보인다. 그 중에서도 우파적 자유지상주의자들 중 반제국주의 성향을 띠는 학자들이 보이는데, 대표적으로 저스틴 라이몬드(영어: Justin Raimondo)과 론 폴(영어: Ron Paul)이 대표적인 이론가이다. 그 외에도 종교 우익 근본주의 세력들도 반제국주의적인 성향을 보인다.

## 같이 보기
- 제국주의
- 반미주의
- 식민주의
- 민족주의
- 기독교 급진주의
- 반전주의
- 공산주의
- 군국주의